# Porzecze Zadwórne
Porzecze Zadwórne (ukr.  Поріччя Задвірне, Poriczczia Zadwirne) – wieś na Ukrainie w rejonie lwowskim (wcześniej w rejonie gródeckim) obwodu lwowskiego.
W miejscowości znajduje się przystanek kolejowy Porzecze na linii Obroszyn – Sambor.

## Historia
Pod koniec XIX w. część wsi leżącej w powiecie rudeckim nosiła nazwę Kosowiec.

## Urodzeni
- w Porzeczu urodził się Adam Łubkowski (1895–1974), podpułkownik kawalerii Polskich Sił Zbrojnych, kawaler Orderu Virtuti Militari.